# 盛泽荡
盛泽荡是一个位于中国江苏省苏州市相城区的湖泊，面积约为3.8平方千米，平均水深约为2.4米，蓄水量约为900万立方米。此地在几千年前可能还是陆地，湖底曾有古代文物发现。2005年2月，列入江苏省湖泊保护名录。